# سانخوچین
سانخوچین (به لهستانی:  Sąchocin) یک روستا در لهستان است که در گمینا دوبره (استان ماسوویان) واقع شده‌است.